# 国家血液中心
国家血液中心是马来西亚的输血医学和移植血液中心。2002年，位于吉隆坡敦拉萨路的国家血液中心新大楼落成，并由时任马来西亚首相马哈迪·莫哈末的夫人茜蒂哈斯玛主持开幕。